# Londinières
Londinières település Franciaországban, Seine-Maritime megyében. Lakosainak száma 1233 fő (2022. január 1.). Londinières Croixdalle, Fréauville, Fresnoy-Folny, Sainte-Agathe-d’Aliermont, Saint-Pierre-des-Jonquières és Wanchy-Capval községekkel határos.

## Népesség
A település népességének változása:
| Lakosok száma | 1324 | 1306 | 1289 | 1285 | 1263 | 1265 | 1264 | 1253 | 1243 | 1233 |
|               | 2013 | 2014 | 2015 | 2016 | 2017 | 2018 | 2019 | 2020 | 2021 | 2022 |